# Amaz

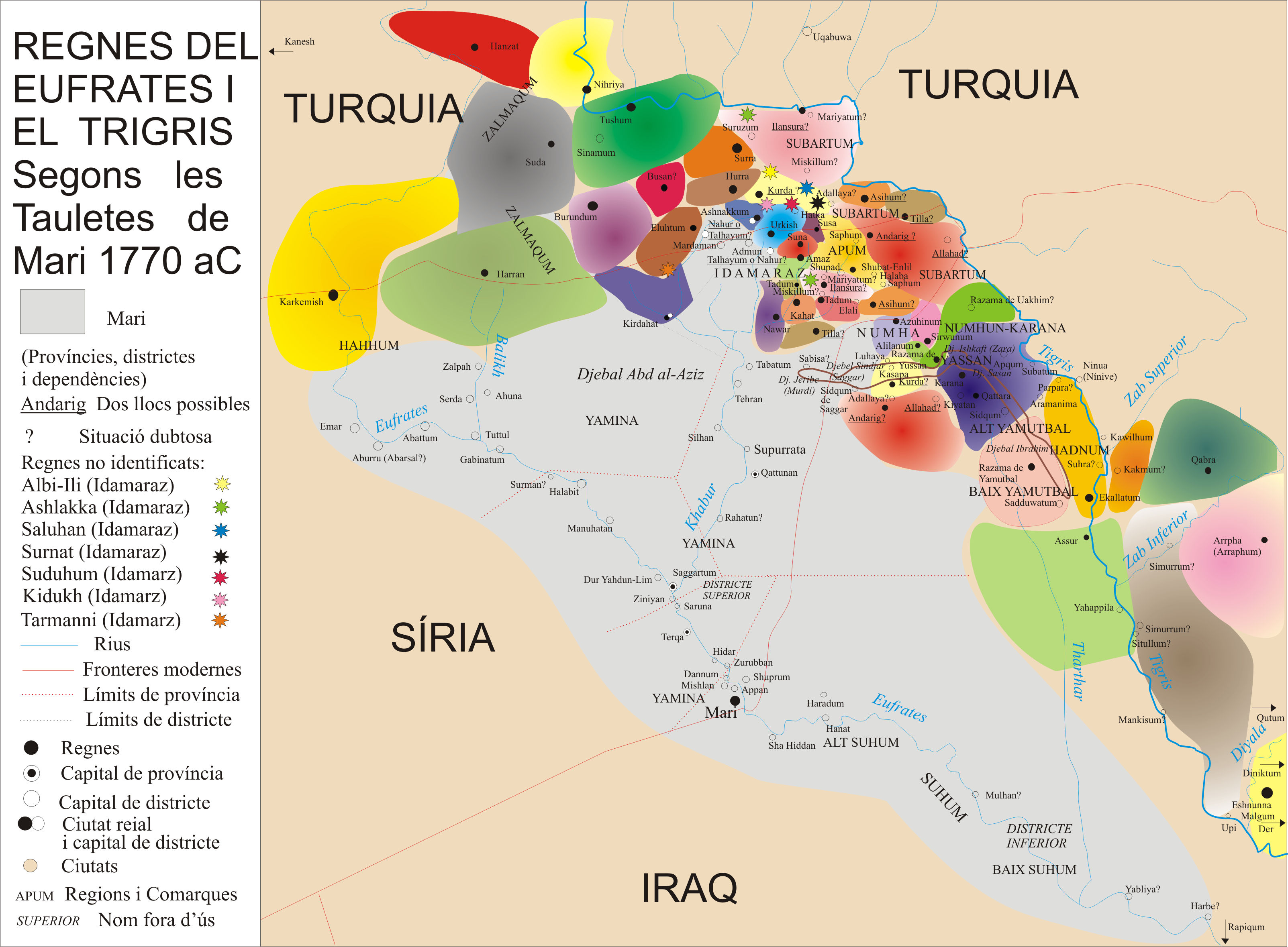
Mapa

Amaz (o Sabbanum) fou un regne de la regió d'Idamaraz que va existir al segle xviii aC. Era una estació en la ruta a Kanesh a uns 20 km al sud de Suna. Els seus habitants eren els amazites.
El rei era Hisriya. Taki, general d'Atamrum d'Allahad, després de derrotar els que atacaven Shubat-Enlil, va anar a Suna i després a Amaz on va deposar el rei. Però llavors va canviar de bàndol. Himdiya, un altre general d'Atamrum (i potser el seu fill, i en tot cas el seu successor al tron), va marxar contra Taki, i es va apoderar d'Amaz excepte la fortalesa fent nombrosos presoners de guerra i va restaurar a Hisriya. Zimri-Lin va preguntar pels seus estatus. La ciutat era reclamada pels regnes d'Eluhtum i d'Andarig, i quan les fonts desapareixen estava sota vassallatge d'Andarig.